# Herbilly
 (janvier 2017).
Herbilly est le nom d'une ancienne commune du Loir-et-Cher créée sous la Révolution, supprimée et divisée en deux en 1808 sous les noms de Courbouzon et Mer.

## Géographie
Le hameau d'Herbilly se situe sur le coteau qui marque la limite du lit majeur de la Loire, protégé des eaux du fleuve en cas de crue. Il a été successivement rattaché  à la commune de Courbouzon, puis à celle de Mer depuis 1847.

## Histoire
Le site d'Herbilly est caractérisé par ses herbages dus à la présence de  nombreuses sources s'écoulant du coteau de la Loire vers le ruisseau de la Noue Gravelle. Celle-ci se jette dans la Tronne à Montcellereux. Des nécropoles mérovingiennes et gallo-romaines y ont été découvertes à la fin du XXe siècle. Des fouilles archéologiques effectuées dans les années 1980-1990 aux lieux-dits Glatigny et Les Reberts ont pu déterminer une occupation aux IIe et IIIe siècles après JC et même à des époques antérieures.
Sur la carte de Cassini, figure le moulin à vent dit "d'Herbilly" qui se situait près du croisement du Chemin rural du Moulin et du Chemin de Beaugency. Ce croisement correspond aujourd'hui à la Route Départementale n°2152. Ce moulin figure également sur le cadastre napoléonien de 1812 de la commune de Mer. Il aurait été détruit par un incendie au début du XXe siècle. Figure également sur le cadastre de 1812 la croix rurale située au croisement de la Route Nationale n°152 de Briare à Angers, aujourd'hui Route Départementale n° 2152, et du Chemin Neuf d'Herbilly, aujourd'hui Voie Communale n°13.

### L'affaire de la cloche Cécile
Au milieu du XIXe siècle, l'affaire "de la cloche" fait grand bruit. À l'époque, plusieurs journaux se font l'écho des événements qui ont vu l'intervention de l'armée, la gendarmerie n'ayant pu rétablir l'ordre. On peut notamment citer le Journal des débats politiques et littéraires dans son édition du vendredi 8 janvier 1841 et le Journal politique et littéraire de Toulouse et de la Haute-Garonne dans son édition du mardi 12 janvier 1841. Le déclenchement de ces événements avait pour origine une tentative de transfert de la cloche du clocher d'Herbilly vers celui de Courbouzon, commune dont dépendait Herbilly à l'époque. Les habitants d'Herbilly se sont opposés par la force à ce transfert, ils ont demandé ensuite que le hameau d'Herbilly ne fasse plus partie de la commune de Courbouzon ; ce qui a été exécuté par le rattachement d'Herbilly à la commune de Mer à la suite d'une loi adoptée par la Chambre des pairs le 6 juillet 1847. Toutefois une certaine animosité entre habitants d'Herbilly et de Courbouzon perdure pendant presque un siècle.
L'historien Alain Corbin cite cette affaire de la cloche d'Herbilly dans son ouvrage "Les cloches de la terre" (Albin-Michel - 1994).
La suite de l'affaire « Cécile ». Il faut garder en tête qu'à l'époque, le Curé d'Herbilly avait vendu l'église qui est devenue une grange et une petite chapelle a été construite. Cécile (nom donné à la cloche) était alors devenue sans emploi. Elle fut ramenée à Herbilly en 1921. On ajoutera que depuis ces événements, il n'y eut plus aucun mariage entre les jeunes de ces deux communes. Il fallut attendre les années 1943 pour qu'enfin il y eut mariage entre un gars d'Herbilly et une fille de Courbouzon. On peut ajouter que du mobilier ecclésiastique a été déplacé de l'église d'Herbilly vers l'église de Courbouzon.
À la suite du Sinistre du 8 mai 1944 (cf. infra), la petite chapelle d'Herbilly a été partiellement détruite si bien que les habitants d'Herbilly ont été contraints d'aller à la messe à Courbouzon distant d'un kilomètre alors que l'église de Mer est située à près de 3 km. Évidemment certains croyants attachaient du prix à s'asseoir sur leurs bancs et n'hésitaient pas à déloger un usurpateur. Le tracé de la limite des communes de Courbouzon et de Mer a gardé la mémoire de cette affaire. Cette limite passe à mi-distance de ces hameaux si bien que dans sa plus petite largeur la commune de Courbouzon ne mesure plus que 300 m de large.

### Première Guerre mondiale
Durant la Première Guerre mondiale, huit habitants d'Herbilly sont tués lors des combats ; leurs noms figurent sur une plaque apposée à l'intérieur de l'église Saint-Aignan sous ces mots "Aux enfants d'Herbilly morts pour la France 1914-1918".
C'est également durant cette guerre que s'illustre le Général Michel Joseph Maunoury, qui résidait à Herbilly. Dans "L'âme française et la guerre", l'écrivain et homme politique Maurice Barrès relate la visite qu'il rendit le 20 septembre 1915 au Général Maunoury, en sa demeure d'Herbilly, accompagné d'une délégation de députés de la Seine. Le but de cette visite était de rendre hommage, au nom des Parisiens, au vainqueur de la bataille de l'Ourcq qui avait ainsi contribué à sauver Paris. Le Général Maunoury a par ailleurs été gouverneur militaire de Paris de 1910 à 1912 et de 1915 à 1916.
À son décès, en 1923, le Général Maunoury est élevé, à titre posthume, à la dignité de Maréchal de France. Le monument érigé à sa mémoire sur la Place du 11-Novembre à Mer (Loir-et-Cher) le représente entouré d'un soldat de la guerre de 1870 et d'un poilu de la guerre de 1914-1918. Le Maréchal Philippe Pétain préside la cérémonie d'inauguration de ce monument le 15 août 1928. Depuis 1931, le Maréchal Maunoury repose, avec les plus grandes gloires militaires de l'Histoire de France, au panthéon militaire de l'Hôtel des Invalides à Paris. Vingt-trois villes de France ont donné son nom à une de leurs rues ou avenues. Parmi ces villes, on peut citer Mer, Blois, Paris, Nice, Toulon, Bordeaux, Chartres ou Orléans. À Herbilly, c'est la rue qui conduit à sa propriété qui porte son nom.

### Seconde Guerre mondiale
Lors de la Seconde Guerre mondiale, la chute d'un bombardier britannique chargé de bombes, atteint par la DCA allemande, détruit une partie du hameau dans la nuit du 7 au 8 mai 1944, faisant plusieurs victimes civiles. Seul un membre de l'équipage survit. Le clocher de l'église Saint-Aignan est miraculeusement préservé malgré quelques dégâts. Une plaque est apposée sur la maison construite lors de la Reconstruction à l'emplacement de la chute de l'avion. Cette maison est située au numéro 27 de la rue Margareth Hugues. La plaque, offerte par Mrs Margareth Hugues, porte cette mention « Ici le 8 mai 1944 la chute d'un avion a fait 13 victimes et détruit le village (Don de Mrs Hugues) ».
La reconstruction du hameau n'est véritablement terminée que vers le milieu des années 1950. En souvenir de ce jour, la place de l'église porte aujourd'hui l'odonyme « Place du 8-Mai-1944 ».
Durant l'Occupation, Anselme Chardon (1922-2009), un jeune d'Herbilly, est déporté dans les camps nazis ; il en réchappe miraculeusement et retrouve sa famille à la fin de la guerre.
À la fin de l'année 2011 a lieu aux Archives départementales de Loir-et-Cher à Blois une exposition sur la vie dans le département pendant l'Occupation. Parmi les lettres de dénonciation, l'une d'elles décrit Herbilly comme étant « infecté (sic) de communistes dangereux »[réf. nécessaire]

#### Crash du bombardier anglais
Lancaster ND741 44 (Rhodesia) Squadron KM-K nom de code de l'équipage 'Kitty'
Squadron Leader Colin Harvard Hunter – Pilote. Mort au combat à 30 ans
Sergeant Fred Cooper – Ingénieur de vol. Prisonnier de guerre âgé de 24 ans
Flying Officer George Willis (Canadien) - Bombardier. Mort au combat à 31 ans
Flying Officer Alfred Greenwood - Navigateur. Mort au combat à 29 ans
Pilot Officer Fred 'Sammy' Salmon - Opérateur radio. Mort au combat à 23ans
Pilot Officer Richard Alexander – Mitrailleur dorsal. Mort au combat à 25 ans
Pilot Officer George Miles - Mitrailleur arrière. Mort au combat à 32 ans
Ces boys formaient un équipage expérimenté, ayant mené de nombreux raids sur l'Allemagne depuis 1943. Ils étaient proches de la fin de leur période de service.
Tard dans la soirée du 7 mai 1944, ils décollent de la base militaire de la Royal Air Force de Dunholme Lodge en Angleterre. Ils survolent Londres, puis la Normandie où ils descendent à une altitude de 5 000 pieds. Leur cible : la destruction du parc de munitions de Salbris. À 12:22, Alexander dans la tourelle arrière, commence à tirer sur un chasseur de nuit, permettant à Hunter d'avoir l'aide nécessaire pour slalomer et mettre le Lancaster hors de danger. Miles également dans la tourelle dorsale tire sur l'assaillant. Alors que les minutes passent, Alexander hurle dans l'échange de tirs, qu'il avait touché un des avions de chasse et qu'il renonçait à la poursuite, c'est alors qu'un autre chasseur de nuit était à la queue de leur avion, et celui-ci était un as. Alors, Hunter pilote avec frénésie son Lancaster dans le ciel, mais avec les lourdes bombes à bord et la faible altitude, ses options étaient faibles.
« Les ailes bâbord sont en feu! », hurla Hunter « FAUT SAUTER FAUT SAUTER ! »
Hunter tenta désespérément de stabiliser le Lancaster pour donner le temps à l'équipage de sauter. Cooper l'ingénieur de vol, s'empara de son parachute et s'échappa par la trappe supérieure, il sauta le premier. Les autres sautèrent également avec leurs parachutes dans son sillage. À 12:30 le 8 mai 1944, le Lancaster ND741 chuta dans un ciel brillant et s'écrasa sur le beau village d'Herbilly. Le parachute de Cooper s'ouvrit juste à temps pour que sa vitesse diminue, mais c'était peut-être un incroyable coup de chance qu'il a touché le côté du toit d'une maison, mais par malheur a été projeté au pied d'une serre, le blessant à la tête. Le reste de l'équipage fut découvert plus tard dans et autour du village, ils étaient décédés. Pour eux, ils étaient trop bas pour avoir été sauvés par le parachute. Les personnes d'Herbilly souffraient énormément quand le Lancaster s'écrasa sur le village. Six personnes périrent, celles qui survécurent ont perdu des membres de leurs familles et leurs maisons. Ils prirent soin de Fred Cooper et tentèrent de le cacher jusqu'à ce que les Allemands menacèrent de fusiller des personnes. Cooper fut emmené et envoyé à un camp de prisonniers de guerre en Allemagne jusqu'en 1945 après quoi, il revint en Angleterre et s'y installa. Il n'avait jamais parlé de cela jusqu'à ce qu'il soit plus âgé. Hunter, Willis, Greenwood, Salmon, Miles et Alexander laissèrent derrière eux épouses, enfants, mères et pères, frères et sœurs, neveux et nièces et amis. Nous nous souvenons encore d'eux et ils nous manquent beaucoup. Pour les familles de l'équipage, nous restons éternellement reconnaissants envers les personnes d'Herbilly qui s'occupèrent de l'un de nos proches et leur incroyable acte de bravoure face à leur oppresseur. Merci de vos amis Anglais.

### Après-guerre
Une Américaine, Mrs Margareth Hugues, devint, à la fin de la guerre, la bienfaitrice du hameau en faisant de nombreux dons (meubles, vaisselles, etc.) pour les habitants qui avaient tout perdu lors du sinistre du 8 mai 1944. Elle devint "la marraine" d'Herbilly. Une plaque sur laquelle figurent ces mots "A Madame John Chambers Hugues, Marraine d'Herbilly, Les habitants reconnaissants" a été apposée dans l'église Saint-Aignan. En signe de reconnaissance, la rue principale du hameau porte son nom. Son mari, John Chambers Hugues, fut ambassadeur des États-Unis d'Amérique auprès de l'OTAN du 12 juin 1953 au 20 avril 1955.
En 1958, une religieuse, Sœur Solange (Solange Luneau), secondée par "Tante" Lucie (Lucie Lambert), créa à Herbilly le foyer Lataste pour accueillir des femmes, avec enfants ou non, en difficulté dont elle s'occupa jusqu'à sa mort. Son action se poursuit aujourd'hui dans ce qui est devenu le Centre d'Hébergement et de Réinsertion Sociale (CHRS) Emmaüs - Lataste. Ce centre fait partie de l'association Emmaüs Solidarité. Une plaque est d'ailleurs apposée à l'entrée du Foyer sur le bâtiment le plus ancien avec cette inscription : "En mémoire de Sœur Solange LUNEAU 1912-1993 Fondatrice du Foyer LATASTE en 1958". Lucie Lambert est elle inhumée dans le cimetière d'Herbilly.

### XXIe siècle
Alors qu'il a été longtemps voué à l'agriculture et à l'élevage (jusqu'à la fin du XXe siècle) mais également à la viticulture (jusqu'au début du XXe siècle), le hameau d'Herbilly est devenu plutôt résidentiel à partir des années 1980. La population est maintenant composée essentiellement de retraités et de jeunes « rurbains » qui travaillent à Mer ou dans les grandes villes proches (Blois, Orléans ou Tours) et qui apprécient le calme du hameau particulièrement accessible par divers moyens de transport avec la proximité de l'échangeur autoroute A10, de la gare SNCF à Mer avec nombreux trains vers Tours et Paris et d'un service d'autocars. Par ailleurs, le hameau est proche de la nouvelle zone d'activité "Les Portes de Chambord".

### Herbilly et les artistes peintres
Plusieurs artistes peintres, au début du XXe siècle, ont représenté Herbilly dans leurs œuvres. D'abord le peintre local résidant à Herbilly, Ludovic Duclos qui a peint de nombreux tableaux représentant Herbilly avant 1944. Mais aussi Mathilde Arbey dont un des tableaux représente le clocher du hameau. Ainsi qu'une artiste britannique Jessica Dismorr, dont un dessin de 1925 représentant Herbilly se trouve au British Museum à Londres.

## Monuments
- Église Saint-Aignan d'Herbilly. Le clocher (XIIe - XVIe – XVIIe siècles) a été restauré en 2010.
- Château d'Herbilly
- Lavoir couvert dit « des Communs »

## Personnalités liées à Herbilly
Né à Herbilly
- Edouard Jérôme Nicolas Le Normant des Varannes (Né le 4 octobre 1787 - Décédé à Pont-L'Abbé le 30 mars 1842)

```
Après une carrière dans la Royale, il a contribué au développement économique de la ville de 
Loctudy
 (
Finistère
). Le 
manoir de Kerazan
 (près de Loctudy), qui fut sa propriété, appartient aujourd'hui à l'
Institut de France
.
```

Ont résidé à Herbilly où ils possédaient une propriété : 
- Michel Joseph Maunoury (1847-1923), maréchal de France
- René Huguenin (1894-1955), anatomopathologiste et cancérologue, Directeur de l'Institut Gustave-Roussy de Villejuif de 1947 à 1955
- Bernard Demory (1939-2004), peintre et homme de communication.